# Petit-duc de Santa Marta
Megascops gilesi
Espèce
Statut de conservation UICN

 VU B1ab(iii) : Vulnérable
Statut CITES
Le Petit-duc de Santa Marta (Megascops gilesi) est une espèce d'oiseaux de la famille des Strigidae.

## Répartition

Aire de répartition du Petit-duc de Santa Marta.

Cet oiseau est endémique de la Colombie, il ne vit que dans la chaine montagneuse de la Sierra Nevada de Santa Marta dans le Nord du pays.

## Classification
Le nom valide complet (avec auteur) de ce taxon est Megascops gilesi Krabbe (d), 2017,.
Ce taxon porte en français le nom vernaculaire ou normalisé suivant : Petit-duc de Santa Marta.

### Étymologie
Son épithète spécifique, gilesi, lui a été donnée en l'honneur du britannique Robert Giles qui a financé et participé activement à l'établissement d'une réserve ornithologique à proximité de la localité type.

### Publication originale
- (en) Niels K. Krabbe, « A new species of Megascops (Strigidae) from the Sierra Nevada de Santa Marta, Colombia, with notes on voices of New World screech-owls », Ornitología Colombiana, Colombie, vol. 16, no eA08,‎ 2017, p. 1-27 (ISSN 1794-0915, lire en ligne, consulté le 24 juillet 2024).